# Computer Modern (betűtípus)
A Computer Modern a TeX szedőprogram által használt eredeti betűtípuscsalád. Donald Knuth készítette a Metafont programjával, és legutóbb 1992-ben frissítették. A Computer Modernt vagy annak változatait továbbra is nagyon széles körben használják a tudományos publikációkban, különösen azokon a tudományterületeken, amelyek gyakran alkalmazzák a matematikai jelöléseket.

## Tervezés

A Computer Modern az 1800-as évek végének Didone típusán alapul. Közvetlen ihletője, a Monotype Modern felül látható; a korszak hasonló betűtípusai közé tartozik a Century, az Excelsior és a Clarendon

A Computer Modern egy "Didone" vagy modern serif betűtípus, egy műfaj, amely a 18. század végén alakult ki, ellentétben az őket megelőző organikusabb mintákkal. A Didone betűtípusok nagy kontrasztot mutatnak a vastag és vékony elemek között, és a vastagítási tengelyük tökéletesen függőleges. A Computer Modern kimondottan az amerikai Lanston Monotype Company Modern Extended 8A tízpontos méretén alapult, amely az eredetileg 1896-ban megjelent Monotype család része volt. Ez volt az egyik a sok modern betűkép közül, amelyeket a betűalapítók és a Monotype adtak ki ebben az időszakban, és a törzsszövegnyomtatás standard stílusa volt a tizenkilencedik század végén.
A TeX publikáló rendszer megalkotásakor Knuthot a matematika története és az a vágy hatotta át, hogy elérje a fémbetűkkel nyomtatott könyvek "klasszikus stílusát". A modern stílusokat széles körben használták a matematikai elemek nyomtatására, különösen azelőtt, hogy a Times New Roman népszerűvé vált volna a matematikai nyomtatásban az 1950-es évektől.
A Computer Modern legszokatlanabb jellemzője azonban az, hogy egy komplett típuscsaládról van szó, amelyet a Knuth-féle Metafont rendszerrel terveztek, egyike azon kevés betűtípusoknak, amelyeket így fejlesztettek ki. A Computer Modern forrásfájljait 62 különböző paraméter szabályozza, amelyek szabályozzák a különböző elemek szélességét és magasságát, a serifek vagy a régi stílusú számok jelenlétét, azt, hogy a pontok, például az "i"-en lévő pont négyzetesek vagy lekerekítettek-e. Ez lehetővé teszi a Metafont minták szokatlan módon történő feldolgozását; Knuth olyan effektusokat mutatott be a bemutatókon, mint a "morphing", ahol az egyik betűtípus lassan átmegy egy másikba a szöveg során. Míg a koncepció felkeltette a figyelmet, a Metafontot kevés más betűtípus-tervező használta; 1996-ban Knuth megjegyezte: "túl sok arra kérni egy művészt, hogy legyen elég matematikus ahhoz, hogy megértse, hogyan kell írni egy 60 paraméteres betűtípust" míg Jonathan Hoefler, a digitális időszak betűtervezője 2015-ben így nyilatkozott: "Knuth azon elképzelése, hogy a betűk csontvázformákkal kezdődnek, hibás".

## Származtatott változatok

A CMU (Computer Modern Unicode) betűtípuscsalád számos betűtípusának mintagalériája

Knuth eredeti Computer Modern betűtípusait a Metafont segítségével készítette el, amely program beolvassa a karakterjelek körvonal-alapú definícióit, és a használatra kész betűtípusokat bittérképes képfájlokká alakítja. A betűtípust, csakúgy, mint a TeX többi összetevőjét (kivéve magát a TeX és a Metafont nevet), többnyire közkinccsé tette.
A kiadói technológia (PostScript, PDF, lézernyomtatók) fejlődése csökkentette a bitmap betűtípusok iránti igényt. Az előnyben részesített formátumok most az olyan körvonalas betűtípusok, mint a Type 1, a TrueType vagy az OpenType, amelyek tetszőleges felbontással és kifinomult élsimítási technikákkal hatékonyan renderelhetők a nyomtató firmware-ével vagy a képernyőn megjelenő dokumentumnézegetőkkel. Ezért számos más projekt portolta át a Computer Modern betűtípusokat ilyen formátumokba. Néhány ilyen projekt a Computer Modernt is kiegészítette
- további karakterekkel (euro, ékezetes karakterek, cirill és görög írásjelek)
- különböző betűtípus-kódolásokkal (a Knuth eredeti nyolcbites karakterkészleteivel kapcsolatos problémák leküzdésére)
- további betűstílus-változatokkal

Számos ilyen variációt ma már széles körben használnak, és bekerülnek a TeX Live-ba, egy modern TeX-disztribúcióba.

### CMU
A Computer Modern család jelenlegi kiterjesztett kiadása általános célú OpenType formátumban a CMU-disztribúció (Computer Modern Unicode):
- CMU Serif, a Computer Modern fő betűtípuscsaládja. Ez magában foglalja a négy hagyományos betűtípust (normál, dőlt, félkövér, félkövér dőlt), valamint:
  - CMU Serif upgright italic, függőleges dőlt stílus, amely hasonló a kurzív, függőleges kézíráshoz
  - CMU Serif bold non-extended, vastag betűtípus, a normál stílussal azonos szélességű.
  - CMU Serif roman és bold slanted, két ferde stílusban
  - CMU Classical Serif, dőlt dizájn, valamivel egyszerűbb serif mintákkal
- Concrete Roman, egy slab serif betűtípus a négy szabványos stílusban
- CMU Typewriter, egy írógép-stílusú slab serif betűtípus
- CMU Sans Serif, egy kiegészítő sans-serif betűtípus és CMU Bright, egy vékonyabb stílus azonos dizájnnal
  - CMU Sans demi-condensed, ugyanannak a dizájnnak egy sűrített stílusa.

A CMU a SIL Open Font License alatt jelenik meg.

### BlueSky

Computer Modern egy matematikai képlet beállításánál a TeX-ben, ami betűtípus eredeti célja

A Computer Modernt a BlueSky, Inc. 1988-ban először PostScript Type 3 betűformátumra, majd 1992-ben Type 1-re alakította át, hogy belefoglalja az úgynevezett "font hintinget". Az 1-es típusú verziót azóta az American Mathematical Society (AMS) adományozták, amely szabadon terjeszti őket az Open Font License alatt. A legtöbb szabványos TeX disztribúcióban megtalálható.

### Latin Modern
A Latin Modern implementáció, amelyet Bogusław Jackowski és Janusz M. Nowacki, a TeX User Group Poland (GUST) munkatársa tart fenn, mára szabványos a TeX közösségben, és a METATYPE1 nevű Metafont/MetaPost származékon keresztül készült. A BlueSky Type 1 betűkészletekből készült, amelyeket visszakonvertáltak körvonal alapú METATYPE1 programokká, amelyekből aztán kifejlesztették a kiterjesztett Type1 és OpenType Latin Modern betűtípusokat. A ConTeXt a Latin Modern betűtípust használja alapértelmezett betűtípusként a Computer Modern helyett.
A Latin Modern betűtípusok előállítása során a Type1-ből METATYPE1-ből 1-es típusba történő oda-vissza átalakítási folyamat megpróbálta megőrizni a BlueSky betűtípusok "hinting" elemeit is; azonban hozzáadott hibákat, amelyek befolyásolják a "hinting" minőségét alacsony pixelméret esetén. Ennek eredményeként a Latin Modern betűtípusok képernyőn történő megjelenítése a szóközökkel megtöltés és a karaktermagasság kevésbé egyenletes megjelenítését eredményezheti, mint a BlueSky betűtípusok esetében.
Ugyanezt a folyamatot később kiterjesztették néhány ingyenes PostScript betűtípusklónra a TeX Gyre nevű ernyőprojekt keretében.
A Latin Modern betűtípus is kapott OpenType matematikai táblázatot

### New Computer Modern
A New Computer Modern betűtípuscsalád a Latin Modern betűtípusok további karakterjeleinek számát tekintve jelentős bővítés, amely több nyelv támogatását is biztosítja, mint például a görög, a cirill, a héber, a cseroki és a kopt. Ennek a betűtípuscsaládnak két stílusa van: „Regular” és „Book”. A Book stílusának kissé nehezebbnek kell látszódnia a "Regular"-hoz képest. Mindkét stílus támogatja a matematikai elemeket; Az unicode matematikai blokkok teljes lefedettsége biztosított, valamint néhány további, a matematikához szükséges karakterjel is megtalálható bennük.

### MLModern
Az MLModern a Latin Modern betűtípuson alapul. Elkerüli a Computer Modern legtöbb más Type 1 változatának fonalszerűségét, és ezért vastagabbnak tűnik a Latin Modernhez vagy a Computer Modernhez képest.
Itt látható a Computer Modern, a Latin Modern, a New Computer Modern Book és az MLModern vizuális összehasonlítása.

### Egyebek
- EC betűtípusok – nagyon hasonlít a Computer Modernre, de kissé eltérő metrikákkal rendelkeznek. Ezek voltak az első TeX betűtípusok, amelyek a Cork kódolást használták (a LaTeX-ben T1 kódolásként is ismert), amely előre összeállított karakterjeleket biztosít a nyugat-európai nyelvekhez. Az eredeti EC betűtípusok csak Metafont által generált bittérképként voltak elérhetők.
- TC betűtípusok – a TeX Companion betűtípusok számos további, a szövegben gyakran használt szimbólumot biztosítanak.
- BaKoMa betűtípusok – a Computer Modern egy másik automatikusan generált Type1-es verziója, Basil K. Malyshev által, 1994-ből. A betűtípusok továbbra is letölthetők Malysev 2019-es halála után.
- CM-super[25] – a Computer Modern nagyon nagy kiterjesztése, amely többféle kódolásban elérhető. Ezeket a betűtípusokat a Computer Modern vagy az EC font bittérképekből automatikusan vektorizálták, ezért hiányoznak a BlueSky betűtípusok "hinting" információi.
- CM-LGC – latin, görög, cirill betűs kiterjesztés.

## Fordítás
Ez a szócikk részben vagy egészben  a   Computer Modern című angol Wikipédia-szócikk ezen változatának fordításán alapul.  Az eredeti cikk szerkesztőit annak laptörténete sorolja fel. Ez a jelzés csupán a megfogalmazás eredetét és a szerzői jogokat jelzi, nem szolgál a cikkben szereplő információk forrásmegjelöléseként.

## További irodalom
- Donald E. Knuth, Computers and Typesetting Volume E: The Computer Modern Fonts, Addison-Wesley, Reading, Mass. 1986 Hardcover:ISBN 0-201-13446-2, Puhafedeles:ISBN 0-201-60660-7